# Estação Deportivo Oceanía
A Estação Deportivo Oceanía é uma das estações do Metrô da Cidade do México, situada na Cidade do México, entre a Estação Bosque de Aragón e a Estação Oceanía. Administrada pelo Sistema de Transporte Colectivo, faz parte da Linha B.
Foi inaugurada em 15 de dezembro de 1999. Localiza-se no cruzamento da Avenida 608 com a Avenida 602. Atende o bairro San Juan de Aragón, situado na demarcação territorial de Gustavo A. Madero. A estação registrou um movimento de 5.966.690 passageiros em 2016.